# (20020) 1991 VT
1991 في تي (ويعرف أيضًا باسم (20020) 1991 في تي وفق تسمية الكوكب الصغير) (بالإنجليزية: 1991 VT)‏ هو كويكب ضمن حزام الكويكبات؛ وترتيبه 20020 من حيث الاكتشاف.
اكتُشف هذا الجُرم الفلكي بواسطة Toshimasa Furuta ‏ في 4 نوفمبر 1991.

## وصلات خارجية
- (20020) 1991 VT في قاعدة بيانات مختبر الدفع النفاث لأجرام النظام الشمسي الصغيرة

- الاكتشاف · مخطط المدار ·  العناصر المدارية · المعلمات المادية

- (20020) 1991 VT على موقع ويكي سكاي: DSS2, SDSS, GALEX, IRAS, Hydrogen α, X-Ray, Astrophoto, Sky Map, Articles and images